# David Hasler
David Hasler (* 4. Mai 1990 in Schaan) ist ein liechtensteinischer ehemaliger Fussballspieler.

## Karriere
Hasler begann seine Karriere im Jahr 2006 in der Jugend von USV Eschen-Mauren, wo er allerdings nur bis 2007 blieb und zum FC Basel wechselte. In Basel war Hasler in der U-21-Mannschaft aktiv, für die er in der 1. Liga, der dritthöchsten Spielklasse, antrat. Zur Saison 2010/11 wechselte er zum FC Vaduz. Sein erstes Spiel absolvierte er am 15. Juli in der 2. Runde der Champions-League-Qualifikation. Das Spiel verlor man allerdings mit 0:3 gegen Brøndby IF. Im fünften Ligaspiel erzielte er beim 3:1-Auswärtssieg beim FC Locarno zwei Tore.
Im Moment agiert er als Star-Trainer bei den Junioren des USV-Eschen Mauren. Neben seiner Tätigkeit als Jugendtrainer schnürt er nach einer Pause wieder selbst die Schuhe. Seit Sommer 2015 spielt er für die 3. Mannschaft des USV Eschen-Mauren. Beim Liechtensteiner Cup 2015/16, schoss er den einzigen Treffer bei der 1:4-Niederlage gegen die 2. Mannschaft des FC Balzers.

## Nationalmannschaft
Seit 2006 spielt er für die liechtensteinische U-21 und 26. März 2008 absolvierte er sein A-Länderspieldebüt bei der 1:7-Niederlage gegen Malta.